# A Estrada
A Estrada est une commune de la province de Pontevedra en Espagne située dans la communauté autonome de Galice.